# Max Rée
Max Rée (Copenhague, 7 de outubro de 1889 — Los Angeles, 7 de março de 1953) é um diretor de arte estadunidense. Venceu o Oscar de melhor direção de arte na edição de 1932 por Cimarron.

## Filmografia (selecionada)
- The Private Life of Helen of Troy (1927)
- Love and the Devil (1929)
- The Gay Diplomat (1931)
- White Shoulders (1931)
- Cimarron (1931)
- The Lost Squadron (1932)
- A Midsummer Night's Dream (1935)
- Stagecoach (1939)